# Syltede agurker
Syltede agurker er et surt (syrligt) tilbehør til en lang række retter. Syltede agurker er en traditionel behandling af drueagurker, som kendes fra en lang række lande. Tilberedning foretages af såvel smagsmæssige som af holdbarhedsmæssige årsager.
Syltede agurker findes i to hovedformer, nemlig som hele eller som stykker af drueagurker overhældt 2 gange med varm krydret lage (med lang holdbarhed), eller som friske og rå-syltede skiveskårne stykker af fortrinsvis slangeagurk, også betegnet agurkesalat (med kort holdbarhed).
Der findes en række opskrifter og lokale sædvaneregler, som ofte er med til at give "...den helt rigtige smag!", men fælles for opskrifterne er en række grundregler.
Ved langtidsholdbar syltning overhældes agurkerne først med en kogende vand-eddike blanding, som de står i et døgn. Lagen hældes fra, koges evt. op igen og overhældes endnu en gang, indtil det hele er kølet af. Lagen hældes derefter fra.
En ny sur-sød lage koges af eddike, sukker og vand, og den fordeles over agurkerne sammen med hele peberkorn, sennepsfrø, laurbærblade, chili, dildskærme og evt. skiver af peberrod (andre krydderier og krydderurter kan evt. tilsættes).
Efter nogle dages lagring er de syltede agurker klar til brug.